# سانده‌بور
سانده‌بور (به هلندی: Sandebuur) یک منطقهٔ مسکونی در هلند است که در نوردن‌فلد واقع شده‌است. سانده‌بور ۲۳ نفر جمعیت دارد.